# بودجه‌بندی مشارکتی

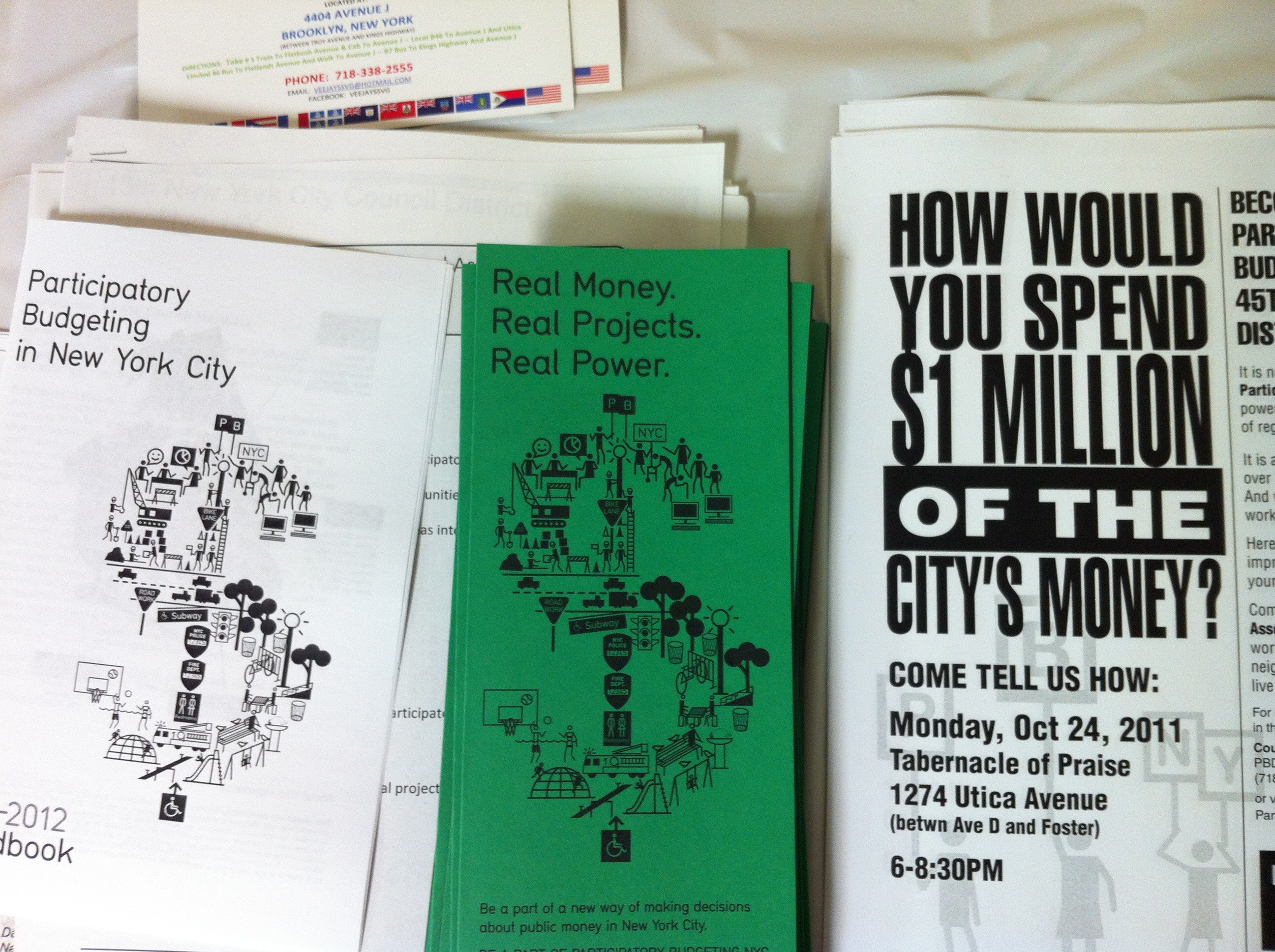
جزوات بودجه بندی مشارکتی

بودجه‌بندی مشارکتی نوعی واگذاری سیاست‌گذاری به شهروندان است که در آن مردم عادی از طریق فرآیند مشورت و تصمیم‌گیری دموکراتیک تصمیم می گیرند که بودجه‌ی شهرداری یا بودجه‌ی عمومی چگونه و به چه چیزی تخصیص یابد. بودجه بندی مشارکتی به شهروندان یا ساکنان یک محله اجازه می دهد تا پروژه‌های عمومی را بشناسند، مورد بحث قرار داده و اولویت بندی کنند و همچنین به آنها قدرت تصمیم گیری واقعی را در مورد نحوه خرج کردن پول می‌دهد.
بودجه بندی مشارکتی یک ابزار سیاست گذاری نوآورانه است که به طور مستقیم اعضای جامعه را در تخصیص بودجه عمومی درگیر می‌کند. دولت‌های محلی از اعضای جامعه و ذینفعان مربوطه می‌خواهند که به آن‌ها کمک کنند تا مشخص شود که کدام یک از حوزه‌های اجتماعی، مشکلات یا فرصت‌های موجود در شهر باید سهمی از بودجه شهر را به خود اختصاص دهند، چه مقدار از بودجه باید به آن‌ موارد اختصاص داده شود و کدام یک از این موضوعات در اولویت بالاتری قرار می‌گیرند.
با سازماندهی بودجه مشارکتی، شهرها می‌توانند مستقیما از هوش جمعی جوامع خود بهره ببرند و تخصیص پول عمومی را با نیازهای مهم و ضروری جامعه هماهنگ کنند.
بودجه بندی مشارکتی می‌تواند ابزار قدرتمندی برای آموزش، مشارکت و توانمندسازی شهرها باشد. این جنس از مشارکت قدرت تصمیم‌گیری قابل توجه‌ای را به ساکنان و ذینفعان منتقل می‌کند و در نتیجه بسیاری از ظرفیت‌های مشارکت جامعه را به حداکثر می‌رساند.
برنامه های بودجه ریزی مشارکتی به دستور دولت ها، شهروندان، سازمان های غیر دولتی و سازمان های جامعه مدنی(CSOs) اجرا می شوند تا به شهروندان این امکان را بدهند که نقش مستقیمی در تصمیم گیری درباره ی نحوه و مکان مصرف منابع داشته باشند. این برنامه ها مشارکت جامعه مدنی و همچنین نشاط ان را بیشتر میکند. همچنین باعث بالا رفتن شفافیت و کاهش فساد و ناکارآمدی دولت ها میشود. از ان جایی که در این برنامه ها بیشتر شهروندانی مشارکت میکنند که سطح درامد و تحصیلات رسمی پایین تری دارند، این امکان به آن ها داده میشود که محرومیت تاریخی خود را برای تاثیر در عملکرد دولت ها، جبران کنند.

## تاریخچه

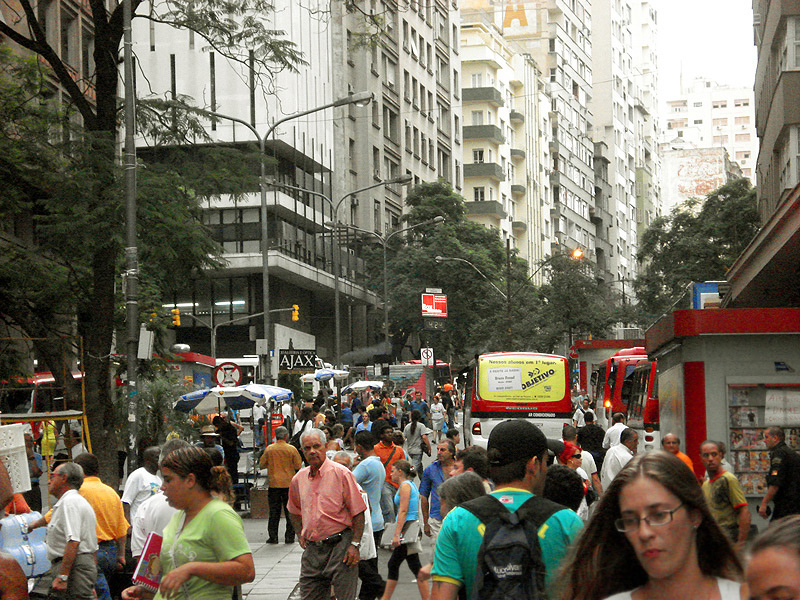
بودجه بندی مشارکتی از سال 1989 در پورتو آلگره انجام شده است.

بودجه مشارکتی برای اولین بار در دهه 1980 توسط حزب کارگران برزیل توسعه یافت. این حزب از پیش اعلام کرده بود که موفقیت در انتخابات به خودی خود یک هدف نیست، بلکه سکویی برای توسعه اشکال رادیکال و مشارکتی دموکراسی است. موفقیت اولیه‌ی بودجه‌بندی مشارکتی در پورتو آلگره باعث جذابیت این ایده برای دیگر شهرها شد. تا سال 2001 بیش از 100 شهر در برزیل بودجه‌بندی مشارکتی را اجرا کردند و در سال 2015 هزاران نوع از این ایده در قاره‌ی آمریکا، آفریقا، آسیا و اروپا اجرا می‌شد.

## مراحل بودجه بندی مشارکتی
1. آماده سازی: در ابتدا باید شرایط شهر، شهروندان و منافعشان شناسایی شود؛ برای این کار لیستی از سازمان های شهروندی، گروه های ساکن،گروه های دینی، نهادهای دولتی و بخش خصوصی تهیه می شود. فرآیند بودجه ریزی مشارکتی می تواند توسط دولت محلی و سازمان های اجتماعی شهر آغاز شود ولی صرف نظر از آغازگر فرآیند، بودجه ریزی مشارکتی مستلزم همکاری بین همه گروه هاست. در نظر گرفتن شفافیت، هدفمندی، حساسیت های جنسیتی، گنجایش اجتماعی و عدالت در بودجه ریزی در آغاز فرآیند مهم است. در این مرحله همه بخش ها باید با قوانین مشارکتی موافق باشند که در این زمینه سازمان های اجتماعی می توانند نقش تسهیلگر را ایفا کنند.
2. بررسی و تصویب بودجه: این مرحله دربرگیرنده آموزش نظری، کارگاه های آموزشی و تعریف اصول بودجه ریزی مشارکتی در جهت بالا بردن آگاهی شهروندان یا نمایندگان آن ها نسبت به بودجه ریزی مشارکتی است. در این مرحله شهروندان برای طرح مسائل و مشکل هایشان ترغیب می شوند. برای تحقق این امر، از جلسه‌های دموکراتیک نمایندگان محله‌ها در هر منطقه استفاده می شود. در این جلسه‌ها نماینده هر منطقه انتخاب می شود تا در سطوح بالاتر، یعنی در سطح شهرها، بودجه‌‌ریزی را انجام دهند. سازمان های اجتماعی محلی در این مرحله نقش مهمی را بازی می کنند، انجمن ها را سازماندهی می کنند و برگزاری جلسه ها را تسهیل می‌کنند. این سازمان ها اهمیت بودجه ریزی مشارکتی را از طریق مشاوره هایشان برای شهروندان بیشتر آشکار می کنند. در این مرحله از گروه هایی استفاده می‌شود که نمایندگان محله ها یا بخش ها از مناطق مختلف شهر دیدن می کنند و وجود نابرابری ها و نیازهای مناطق را بیشتر درک می کنند. در ادامه نمایندگان هر منطقه نتایج ارزیابی نیازها را به اشتراک می گذارند و نظرات خود را بیان می کنند. سازمان های اجتماعی می توانند دیدار نمایندگان و مقام های شهر را نیز تسهیل کنند. در آخرین گام نظرها جمع بندی می شود و بودجه پیشنهادی در صورت صلاحیت تصویب می شود.
3. اجرا: در این مرحله بودجه های اختصاص یافته به طرح های مختلف به کارگرفته یا به عبارت دیگر اجرایی می شوند. افراد یا نمایندگانی که در تصویب و تخصیص بودجه نقش داشته اند بر اجرای این روند نظارت دارند و نتایج آن را در جلسه‌های مختلف ارزیابی می کنند.(2009 ,Carmen Malena and Mahi Khallaf)

بودجه بندی مشارکتی را می‌توان به روش های مختلفی اعمال کرد. Oma Stadi نام روش موفقی است که در شهر هلسینکی فنلاند اجرا شده است. مراحل انجام این روش بدین صورت است:
1. ایده پردازی از طریق طوفان فکری(brainstorm ideas): در این مرحله هر فردی که می‌تواند پیشنهادش را برای بهبود اوضاع شهر ارائه می‌کند.
2. توسعه ی ایده ها (develop proposals): داوطلبانی که معمولا نمایندگان بودجه نامیده می‌شوند، ایده ها را به طرح های عملی تبدیل می‌کنند که بعد از آن توسط کارشناسان بررسی شود.
3. رای دادن(vote): ساکنان به تقسیم بودجه موجود بین پیشنهادات رای می‌دهند.
4. اجرا شدن پروژه های منتخب(fund winning projects): در این مرحله دولت پروژه های منتخب را اجرا می‌کند.

## بودجه بندی مشارکتی در ایران
در نظام حقوقی شهرداری های ایران، بودجه ریزی مشارکتی به نحوی که مردم نقش مستقیم تری در تهیه و تنظیم بودجه و ارائه خواسته های خود داشته باشند لحاظ نشده است. قانون شهرداری های ایران مصوب 1334 در جایگاه قانون مبنا برای شهرداری ها، نظام بودجه ریزی شهرداری را به تفصیل مورد بحث قرار نداده و در این خصوص به کلیات بسنده نموده تا بدان جا که از مجموع 113 ماده تنها در دو ماده به مبحث بودجه ریزی شهرداری پرداخته است. اگرچه با توجه به آیین نامه مالی شهرداری که در قسمت هشتم خود با عنوان (امور مالی) به بودجه ریزی شهرداری پرداخته، شاید بتوان نقصان قانون شهرداری را مورد اغماض قرار داد(عامری و همکاران، 1398)
بررسی تجربه موفق شهرهای جهان در پیاده سازی و عملیاتی کردن مدیریت مشارکتی در شهرها نشان دهنده تاثیر گذاری حداکثری اتاق های مشورتی محلی است که توانسته اند بخشی از جذاب ترین و خلاقانه ترین ایده ها را برای ارتقای کیفیت زندگی شهری در یک محله ارائه دهند؛ ایده هایی که بعدها و پس از اجرای موفق در سطوح کلان تر و در سایر محله ها به کار گرفته شده است. اگر ما در ایران به دنبال تقویت مشارکت واقعی مردم در امور شهری باشیم باید در سطوح محلی فرصتی برای مشورت همه جانبه به گونه ای محقق شود که نظرها و دیدگاه های شهروندان در اجرای طرح و برنامه ها نه تنها شنیده، بلکه به کار گرفته شود. بدین منظور، تقویت نهادهای محلی چون شوراها و شورایاری ها و پیش بینی ساز و کارهای قانونی لازم در راستای تعیین الزام برای بودجه ریزی مشارکتی باید در رأس اصلاحات قانونی قرار گیرد. بدیهی است ایده های مطرح شده از طریق بودجه بندی مشارکتی، حتی اگر سبب تخصیص بودجه نشوند، همچنان برای ایده های قانون گذاری، تغییرات سیاست ها و برای فرصت های سازماندهی جامعه در آینده شهر قابل استفاده خواهند بود (عامری و همکاران، 1398)